# Trevor Key
John Trevor Key (10 de julio de 1947 - 6 de diciembre de 1995) fue un fotógrafo y diseñador británico, mejor conocido por su trabajo para artistas musicales de las décadas de 1970 y 1980.

## Trayectoria
Una de sus portadas más conocidas fue para el álbum debut de Mike Oldfield en 1973, Tubular Bells. Otros artistas para los que produjo portadas incluyen Joy Division, Sex Pistols, Phil Collins, Roxy Music, Wham!, Can, China Crisis, System 7, Maniobras orquestales en la oscuridad y New Order .
Key participó en el diseño del logotipo de la firma Virgin Group junto con Ray Kyte. También se asoció con Peter Saville y Factory Records .
Murió de un tumor cerebral en diciembre de 1995.

## Obra
Entre las portadas de álbumes musicales diseñadas por Key se incluyen:
 
- Mike Oldfield - Tubular Bells (1973)
- Mike Oldfield - Hergest Ridge (1974)
- Link Wray - “Beans and Fatback” (1973)
- Mandalaband - Mandalaband (1975)
- Lady June - Lady June's Linguistic Leprosy (1975)
- Can - Unlimited Edition (1976)
- Keith Hudson - Too Expensive (1976)
- Robin Trower - Robin Trower Live (1976)
- Mike Oldfield - Incantations (1978)
- Mike Oldfield - Platinum (1979)
- Sex Pistols - The Great Rock 'n' Roll Swindle (1979)
- Joy Division - "Love Will Tear Us Apart" (1980)
- Pauline Murray and the Invisible Girls - Pauline Murray and The Invisible Girls (1980)
- Pauline Murray and the Invisible Girls - "Dream Sequences" (1980)
- Orchestral Manoeuvres in the Dark - Organisation (1980)
- The Distractions - Nobody's Perfect (1980)
- Ultravox - "The Thin Wall" (1981)
- Jack Bruce, Bill Lordan & Robin Trower - B.L.T. (1981)
- Chris De Burgh - Best Moves (1981)
- Phil Collins - Face Value (1981)
- Phil Collins - Hello, I Must Be Going! (1982)
- Midge Ure - No Regrets (1982)
- Roxy Music - "Take a Chance with Me" (1982)
- China Crisis - Difficult Shapes & Passive Rhythms, Some People Think It's Fun to Entertain (1982)
- China Crisis - "No More Blue Horizons" (1982)
- Howard Devoto - Jerky Versions of the Dream (1983)
- Gardening by Moonlight - "Method in the Madness" (1983)
- Orchestral Manoeuvres in the Dark - "Genetic Engineering (1983)
- New Order - "Thieves Like Us" (1984)
- New Order - "Murder" (1984)
- Section 25 - From the Hip (1984)
- Jethro Tull - Under Wraps (1984)
- Wham! - "Wake Me Up Before You Go-Go" (1984)
- Orchestral Manoeuvres in the Dark - "Tesla Girls" (1984)
- New Order - Low-Life (1985)
- New Order - "State of the Nation" (1986)
- New Order - Brotherhood (1986)
- New Order - "Bizarre Love Triangle" (1986)
- Peter Gabriel - So (1986)
- Peter Gabriel - "Don't Give Up" (1986)
- Wham! - Music from the Edge of Heaven (1986)
- John Waite - Rover's Return (1987)
- New Order - "True Faith" (1987)
- New Order - "Touched by the Hand of God" (1987)
- New Order - "Fine Time" (1988)
- New Order - "Blue Monday" (1988)
- New Order - "Round & Round (Remix)" (1989)
- New Order - Technique (1989)
- Phil Collins - ...But Seriously (1989)
- Orchestral Manoeuvres in the Dark - "Then You Turn Away" (1991)
- Orchestral Manoeuvres in the Dark - Sugar Tax (1991)
- Martin Hannett - Martin, The Work of Martin Hannett (1991)
- Mike Oldfield - Heaven's Open (1991)
- Mike Oldfield - "Heaven's Open" (1991)
- Mike Oldfield - "Sentinel" (1992)
- Mike Oldfield - Tubular Bells II (1992)
- Phil Collins - Both Sides (1993)
- Ultramarine - United Kingdoms (album) (1993)
- System 7 - 777 (1993)
- System 7 - Point 3 (Fire and Water albums) (1994)
- New Order - "True Faith 94" (1994)
- Ultramarine - "Hymn" (1995)
- New Order - The Rest of New Order (1995)
- New Order - "1963" (1995)